# Макув-Подгалянський (гміна)
Гміна Макув-Подгалянський (пол. Gmina Maków Podhalański) — місько-сільська гміна у південній Польщі. Належить до Суського повіту Малопольського воєводства.
Станом на 31 грудня 2011 у гміні проживало 16374 особи.

## Площа
Згідно з даними за 2007 рік площа гміни становила 108.94 км², у тому числі:
- орні землі: 45.00%
- ліси: 47.00%

Таким чином, площа гміни становить 15.89% площі повіту.

## Населення
Станом на 31 грудня 2011:
| Опис     | Загалом | Загалом | Чоловіки | Чоловіки | Жінки | Жінки |
| -------- | ------- | ------- | -------- | -------- | ----- | ----- |
| одиниця  | осіб    | %       | осіб     | %        | осіб  | %     |
| все      | 16374   | 100     | 8015     | 48.95    | 8359  | 51.05 |
| міське   | 6092    | 100     | 2865     | 47.03    | 3227  | 52.97 |
| сільське | 10282   | 100     | 5150     | 50.09    | 5132  | 49.91 |

## Сусідні гміни
Гміна Макув-Подгалянський межує з такими гмінами: Бистра-Сідзіна, Будзув, Завоя, Зембжице, Йорданув, Стришава, Суха-Бескідзька, Токарня.